# Günther von Bünau (Richter)
Günther von Bünau (* 7. April 1844 in Weißensee; † 17. September 1899 in Leipzig) war ein deutscher Reichsgerichtsrat.

## Leben
Er stammte aus dem Adelsgeschlecht Bünau, studierte Rechtswissenschaften in Göttingen und wurde dort 1862 Mitglied des Corps Bremensia Göttingen. Der Preuße wurde 1864 vereidigt. 1871 wurde er Kreisrichter und 1879 Amtsrichter. 1880 ernannte man ihn zum Landrichter und 1888 zum Landgerichtsrat. 1890 wurde er zum Oberlandesgerichtsrat befördert. Zuletzt war er in Marienwerder. 1898 kam Bünau an das Reichsgericht. Er ist bereits nach einem Jahr im Amt verstorben.